# Liste der meistgelesenen deutschsprachigen Bücher 1899–1908
Diese Liste enthält  Bücher, die von der Literaturzeitschrift Das literarische Echo zwischen 1900 und 1909 als die meistgelesenen deutschsprachigen Werke des Vorjahres  ermittelt wurden.

## Geschichte
Die Zeitschrift Das literarische Echo verschickte seit 1900 jährlich Fragebögen an alle wichtigen deutschsprachigen  Leihbibliotheken und Volksbüchereien, in denen diese die 5 bis 6 am häufigsten ausgeliehenen bzw. bestellten Bücher  mitteilen sollten. Im ersten Jahr antworteten 28 Bibliotheken, in den folgenden Jahren waren es bis zu 151, teilweise auch aus dem Ausland (Wien, London, Constantinopel).
Das Ergebnis der Befragung wurde in der Zeitschrift jährlich veröffentlicht, wobei alle eingegangenen Antworten abgedruckt  und zusammengezählt wurden.
1907 wurde auf die Umfrage verzichtet, 1909 erschien sie letztmalig.

## Ergebnisse
Die Bibliotheken sandten verschiedenartige Angaben, einige nannten die verlangten 5 bis 6 Titel, andere gaben mehr Titel an, andere nannten nur die Namen von Autoren. Trotzdem konnte ein einigermaßen übereinstimmendes Meinungsbild für die einzelnen Jahre erstellt werden, das  meist auch mit den offiziellen Verkaufs- bzw. Auflagezahlen der einzelnen Verlage übereinstimmte. Die Befragung von Bibliotheken war bewusst gewählt wurden, da in dieser Zeit wesentlich mehr Leser Bücher in Bibliotheken ausliehen, als kauften, außerdem war die Zeitschrift  auch misstrauisch gegenüber den selbstangegebenen Verkaufszahlen der Verlage.

## Einzelne Jahre
1900
Bei der ersten Befragung gab es von 28+1 Bibliotheken für den Zeitraum von Oktober 1899 bis September 1900 diese Bücher am häufigsten
- Georg von Ompteda, Eysen (16+1)
- Ludwig Ganghofer, Das Schweigen im Walde (10+1)
- Leo Tolstoi, Auferstehung (8+1)
- Ernst von Wolzogen, Das dritte Geschlecht (8+1)
- Émile Zola, Fruchtbarkeit (8+1)
- Nathaly von Eschstruth, Nachtschatten (6)
- Hans von Kahlenberg, Nixchen (6)
- Clara Viebig, Das Weiberdorf (5+1)

1901
Im zweiten Jahr wurden diese Titel am meisten angegeben
- Clara Viebig, Das tägliche Brot
- Georg von Ompteda, Eysen, 2 Bände
- Ernst Georgy, Die Berliner Rangen, mehrere Bände
- Henryk Sienkiewicz, Quo vadis?
- Jakob Wassermann, Die Geschichte der jungen Renate Fuchs
- Ludwig Ganghofer, Der Dorfapostel

Weitere häufiger genannte Autoren waren (in dieser Reihenfolge) Nathaly von Eschstruth, Peter Rosegger, Heinz Tovote, Leo Tolstoi, Ernst von Wolzogen, Hans von Kahlenberg, Gabriele D’Annunzio, Marie von Ebner-Eschenbach, Gabriele Reuter, und weitere.
1902
Die dritte Befragung ergab dieses Ergebnis
- Gustav Frenssen, Jörn Uhl, von fast allen Bibliotheken genannt
- Clara Viebig, Die Wacht am Rhein
- Georg von Ompteda, Cäcilie von Sarryn
- Gustav Frenssen, Die drei Getreuen
- Wilhelm Meyer-Förster, Karl Heinrich, literarische Vorlage für das Erfolgsstück Alt Heidelberg
- Henryk Sienkiewicz, Quo vadis?

1903
Bei der Befragung 1903  ergaben sich diese meistangegebenen Bücher
- Franz Adam Beyerlein, Jena oder Sedan?
- Elisabeth von Heyking, Briefe, die ihn nicht erreichten
- Gustav Frenssen, Jörn Uhl
- Gustav Frenssen, Die drei Getreuen
- Thomas Mann, Buddenbrooks
- Gustav Frenssen, Die Sandgräfin
- Clara Viebig, Vom Müller-Hannes

1904
Die Befragung Ende 1904 von 136 Leihbibliotheken ergab diese Bücher
- Edward Stilgebauer, Götz Krafft, mehrere Bände
- Clara Viebig, Das schlafende Heer

- Elisabeth von Heyking, Briefe, die ihn nicht erreichten
- Franz Adam Beyerlein, Jena oder Sedan?
- Gustav Frenssen, Jörn Uhl
- Wolf von Baudissin, Erstklassige Menschen
- Thomas Mann, Buddenbrooks

1905
Ende 1905 wurden aus 151 Bibliotheken und Lesezirkeln diese Bücher am häufigsten genannt
- Edward Stilgebauer, Götz Krafft, drei Bände[8]
- Margarete Boehme, Tagebuch einer Verlorenen
- Hermann Hesse, Peter Camenzind

- Otto Ernst, Asmus Sempers Jugendland
- Clara Viebig, Das schlafende Heer
- Georg von Ompteda, Heimat des Herzens
- Ludwig Ganghofer, Der hohe Schein
- Thomas Mann, Buddenbrooks

1906
Vom 1. Oktober 1905 bis zum 31. September 1906 wurden diese Bücher am meisten ausgeliehen
- Gustav Frenssen, Hilligenlei
- Clara Viebig, Einer Mutter Sohn
- Margarete Boehme, Tagebuch einer Verlorenen
- Rudolf Herzog, Die Wiskottens
- Jakob Christoph Heer, Der Wetterwart
- Edward Stilgebauer, Götz Krafft
- Seestern (Ferdinand Grautoff), 1906
- Georg von Ompteda, Herzeloide

1907
(Für die Zeit vom 1. Oktober 1906 bis zum 31. Dezember 1907 wurden keine Ergebnisse veröffentlicht.)
1908
Bei der letzten Befragung für das Kalenderjahr 1908 gab  es diese Ergebnisse
- Hermann Sudermann, Das hohe Lied
- Georg Hermann, Henriette Jacoby
- Clara Viebig, Das Kreuz im Venn
- Georg Hermann, Jettchen Gebert
- Jakob Christoph Heer, Laubgewind
- Otto Ernst, Semper der Jüngling

## Fazit
Die meisten der in dieser Zeit am häufigsten genannten Titel und Autoren sind heute weitgehend vergessen. Ausnahmen sind die Buddenbrooks von Thomas Mann, Auferstehung von Leo Tolstoi, Peter Camenzind von Hermann Hesse und Quo vadis? von dem Nobelpreisträger Henryk Sienkiewicz.
In den Aufzählungen der Bibliotheken wurden in den einzelnen Jahren noch einige weitere Werke und Autoren häufiger genannt, wie  zum Beispiel Maxim Gorki und Arthur Conan Doyle (mit Sherlock Holmes).
Auffällig ist das fast völlige Fehlen von ausländischen Autoren seit 1902, obwohl zum Beispiel Das Feuer von D’Annunzio,  Die Kreutzersonate von Tolstoi und Madame Bovary von Flaubert in dieser Zeit auch in Deutschland häufiger gelesen wurden.
Das litterarische Echo hatte aber in seinen Bewertungen seit 1902 ausdrücklich das Verschwinden ausländischer Autorennamen aus den Listen als Indiz für die höhere Qualität der ausgewählten literarischen Werke gelobt, was möglicherweise dazu führte, dass einige Bibliotheken in den folgenden Jahren ausländische Autoren in ihren Listen absichtlich wegließen, da sie in den Verzeichnissen zitiert wurden.